# Francisco Varela
Francisco Javier Varela García (Talcahuano, 7 settembre 1946 – Parigi, 28 maggio 2001) è stato un biologo, filosofo, neuroscienziato ed epistemologo cileno.

## Biografia
Francisco Javier Varela García nasce a Talcahuano in Cile il 7 settembre 1946. Dapprima studia medicina e biologia, poi alla Harvard University consegue il Ph.D. in biologia nel 1970 con una tesi supervisionata da Torsten Wiesel e intitolata La retina degli insetti: Il processo dell'informazione nei composti dell'occhio. Insegna in molti istituti ed università nel Nord e Sud America: a New York, a Berkeley in California, nel Colorado, in Costa Rica, in Cile; poi in Europa presso il "Max Planck Institut for Brain Research" di Francoforte ed il "Polytechnical Institut" di Zurigo.
Nel 1986 soggiorna in Francia, dove inizialmente insegna scienze cognitive ed epistemologia alla École polytechnique. Nello stesso periodo dirige il gruppo di ricerca "Dinamiche dei sistemi neuronali" del Laboratorio di Neuroscienze e Brain Imaging del CNRS (Centre national de la recherche scientifique) presso l'ospedale della Salpêtrière. Ha dato importanti contributi nei campi della biologia, dell'immunologia, delle neuroscienze, negli studi sull'intelligenza artificiale, nella cibernetica, nella teoria dei sistemi complessi e nell'epistemologia.
Dopo il colpo di Stato di Augusto Pinochet nel 1973, Varela e la sua famiglia passano 7 anni in esilio negli Stati Uniti; poi ritorna in Cile per assumere un posto come professore di biologia. Varela diventa buddhista tibetano nel 1970. Inizialmente studia meditazione con il maestro Chögyam Trungpa, fondatore del Vajradhatu e Shambhala Training. Più tardi studia con Tulku Urgyen Rinpoche, un maestro nepalese di tantra. Nel 1987 insieme ad Adam Engle, Varela fondò il Mind and Life Institute (MLI), inizialmente per sponsorizzare una serie di dialoghi tra gli scienziati e il Dalai Lama Tenzin Gyatso sulla relazione tra la scienza moderna e il buddhismo.
Questi dialoghi del MLI continuano oggi ed hanno promosso negli anni sia la ricerca scientifica multidisciplinare nel campo delle neuroscienze contemplative, che sostenuto borse di studio per giovani ricercatori in tutto il mondo. Grazie agli sviluppi delle moderne tecniche d'indagine neuroscientifica si sono così accumulati molti studi sulla meditazione e le pratiche contemplative di origine buddhista. Muore di epatite C nel 2001 a Parigi a causa del trapianto di fegato che aveva subito nel 1998. Varela ha lasciato quattro figli, tra cui l'attrice e modella Leonor Varela.

## Lavoro
Varela era principalmente un biologo, ed è stato profondamente influenzato dal suo insegnante e collega cileno Humberto Maturana, anch'esso biologo con un forte orientamento filosofico.
Il concetto di autopoiesi (dal greco "auto" (sé) e "poiesis" (creazione)), da lui elaborato insieme a Maturana, venne da loro utilizzato per indicare che la caratteristica fondamentale dei sistemi viventi è una struttura organizzata al fine di mantenere e rigenerare nel tempo la propria unità e la propria autonomia rispetto alle variazioni dell'ambiente, tramite propri processi costituenti che contribuiscono alla ri-generazione e al mantenimento del sistema. 
Varela ha scritto e pubblicato numerosi libri ed articoli scientifici in biologia, neurologia, scienze cognitive, matematica (collaborò con Michel Bitbol) e filosofia. È stato un membro fondatore dell'Integral Institute, un think tank dedicato alla inter-fertilizzazione di idee e discipline.
Varela era un fautore della Embodied Philosophy, la quale enuncia che la cognizione e la coscienza umana possono essere capite unicamente nei termini delle strutture enattive da cui provengono, vale a dire il corpo ed il mondo fisico con il quale il corpo interagisce. 
Varela ha introdotto nelle neuroscienze il concetto di neurofenomenologia, basata sugli scritti fenomenologici di Edmund Husserl e di Maurice Merleau-Ponty. Ha anche promosso la cosiddetta "scienza in prima persona", con la quale l'osservatore esamina la sua esperienza della coscienza usando dei metodi con i quali è possibile fare delle verifiche scientifiche.

## Opere di Varela
- (insieme a Humberto Maturana) L'albero della conoscenza, Garzanti, Milano, 1987, ISBN 88-11-67490-5 (titolo orig. El árbol del conocimiento, 1984)
- Autopoiesi e cognizione, la realizzazione del vivente. con Humberto Maturana, prima edizione aprile 1985, ristampa c2006 Marsilio ISBN 88-317-4778-9
- Il circolo creativo: abbozzo di una storia naturale della circolarità, in La realtà inventata, a cura di Paul Watzlawick, Feltrinelli, Milano, 1988
- (insieme a Evan Thompson, Eleanor Rosch) La via di mezzo della conoscenza, Feltrinelli, 1992, ISBN 88-07-10159-9 (titolo orig. The Embodied Mind: Cognitive Science and Human Experience, 1991)
- Maturana, H.R., Varela, F.J., 1992, Macchine ed esseri viventi, Roma, Astrolabio-Ubaldini Editore, ISBN 978-88-340-1061-7 [De maquinas y seres vivos, 1972]
- Neurophenomenology: A methodological remedy for the hard problem, in Journal of Consciousness Studies, 3(4):330–349, 1996. Tr. it.: «Neurofenomenologia. Un rimedio metodologico al "problema difficile"», in M. Cappuccio (ed.), Neurofenomenologia. Le scienze della mente e la sfida dell’esperienza cosciente (= La vita pensata), Bruno Mondadori, Milano 2006, 65-93.
- Jean Petitot, F.J. Varela, J.-M. Roy e B. Pachoud (a cura di), Naturalizing Phenomenology: Issues in Contemporary Phenomenology and Cognitive Science. Stanford University Press, Stanford, 1999.
- (insieme a Shaun Gallagher), Redrawing the map and resetting the time: Phenomenology and the cognitive sciences, in Steven Galt Crowell, Lester Embree e Samuel L. Julian (a cura di), The Reach of Reflection: Issues for Phenomenology's Second Century, Center for Advanced Research in Phenomenology, pubblicazione elettronica in www.electronpress.com, 2001.